# Загробная жизнь в иудаизме
Ола́м ха-ба́ (הָעוֹלָם הַבָּא, [ха]-‘олам ха-ба — букв. «грядущий мир», в противоположность [ха]-‘олам ха-зе — букв. «этот мир») — в иудаизме существование человека после окончания земной жизни, ожидающее его сразу после смерти или в отдалённом будущем.
В Библии отсутствует представление как таковое о раздельном существовании после смерти праведников и грешников. Названо только недифференцированное обиталище мёртвых, чаще всего под именем שְׁאוֹל, шеол.
Духовное спасение и национальное физическое избавление еврейского народа от гнёта рассматриваются как единое целое и описываются термином геулла (избавление). Этим же термином может описываться мессианское освобождение еврейского народа и всего человечества. Вера в благую загробную жизнь, воскресение и будущий мир, где спасение завершится, формируется к талмудической эпохе. Это телесное и духовное спасение является свободным даром Бога, спасение составляет сущность Бога (Пс. 27:1, 2).

## Библейский период
В наиболее ранних библейских книгах человек после смерти спускается в шеол («преисподнюю»), подобный могиле (ср. Быт. 37:35). В Ис. 14:3—21; 26:19 и Иез. 31:15—18; 32:17—32 это мрачное, угрюмое место, в котором обитают тени. Согласно Иов. 17:13—16, это царство червей и разложения, где нет никакой надежды на воскресение: «Так человек ляжет и не встанет; до скончания неба он не пробудится и не воспрянет от сна своего» (14:12). Воздаяние, обещанное в библейских текстах за поступки (например, Втор. 13, 18, 19; 14:29; Иер. 3:10 и далее), как отмечал уже Саадия Гаон, целиком отнесено к нынешней жизни.
Другими принятыми в Библии названиями для обители мёртвых являются эрец («земля», Иона. 2:7; иногда делается уточнение «земля тьмы», Иов. 10:21; «земля нижняя», Иез. 31:14), кевер («могила», Пс. 88:12), афар («прах», Ис. 26:5; 26:19), бор («яма», Ис. 14:15; 38:18; Пр. 28:17; иногда уточнение «яма глубин». Плач 3:55), шахат («яма», Иона 2:7; Пс. 7:16), авадон («место исчезновения», Иов 28:22), дума́ («место неподвижности» или «место молчания», Пс. 94:17; 115:18), нахалей Блия‘ал («потоки Блия‘ала», 2Цар. 22:5; Блия‘ал — «не приносящий пользы», наименование, которое в Библии относится к ведущему себя недостойно; в послебиблейской литературе, в особенности в псевдоэпиграфах, Блия‘ал — одно из имён Сатаны).
Обитель мёртвых помещена под землю (Чис. 16:30) или у подножья гор (Иона. 2:7). Иногда это место представляется в образе чудовища, которое своей широко разверстой пастью (Ис. 5:14; Хав. 2:5) заглатывает жертвы (Пр. 1:12). В этом обиталище равны все, включая простых людей, вельмож и нищих, хозяев и рабов. Как и весь мир, это место подвластно Всевышнему (Пс. 139:8; Иов. 26:6), но находящиеся в нём не имеют возможностей общения с Богом (Пс. 88:6) и воздания ему хвалы (Ис. 38:18; Пс. 30:10; 88:12, 13).
Однако в Библии имеются следы общего, видимо, для всех традиций древнего Ближнего Востока представления, что положение умерших можно ухудшить или облегчить в зависимости от того, приносилась ли им пища и питье и похоронили ли их должным образом. Например, согласно Втор. 26:12, 14, в дар умершим нельзя подносить пищу и питье, которые предназначены для десятины. Из этого делается предположение, что обычай кормления мёртвых в принципе допускался. В книгах пророков (Ис. 14:14—19; Иез. 38:18 и далее) высказано мнение, что убитый мечом и достойно не погребённый, а также умерший необрезанным, попадают на наиболее низший и наихудший уровень обиталища мёртвых.
Наиболее ранним источником, где читается выражение олам ха-ба, является книга Эноха 71:15, относящаяся к эллинистическому периоду (IV—II века до н. э.). Синонимом этого термина иногда выступает атид лаво («грядущее»).

## Послебиблейский период и Талмуд
Понятие ада как посмертного место обитания грешников появляется только в послебиблейской литературе. Ад она обозначает термином גֵּיהִנֹּם, гехинном (арамеизованная форма — гехенна), который восходит к наименованию долины (сына или сыновей) Хиннома, Еннома (Гей-бен [или бней]-Хинном) на юге от Иерусалима, где в месте Тофет, в жертву Молоху сжигали детей (2Цар. 23:10; Иер. 7:31; 32:35). Наименование Тофет также позднее стало одним из имён для ада.
В Талмуде ад — как правило, место, в котором постоянно пылает огонь (Псах. 54а, БМ. 85а, ББ. 74а; уточнение — «реки огня»: Хаг. 13б). Он расположен «в глубинах», куда идут входы с земной суши и с моря (Эр. 19а). Также Талмуд отражает представления, что ад — на небесах (Там. 32б) либо «за горами тьмы» (там же). Талмуд описывает страдания грешников в этом месте, что в значительной мере отражает судебную процедуру эпохи составления самого Талмуда. Основой этих наказаний является представление о воздаянии «мерой за меру». На эти образы оказали влияние и жестокие пытки, которые применяли римские власти. О продолжительности адских наказаний читаются расхождения между Шаммаем и Хиллелом (РхШ. 16б-17а). Первый считал, что несомненным грешникам уготовано остаться в этом месте и страдать вечно, тогда как колебавшиеся только проходят очищение; согласно Хиллелу, колебавшиеся между злом и добром вовсе не попадают в ад, а грешники проходят через адские наказания только 12 месяцев, и лишь особые виды грешников, включая доносчиков и отрицавших воскресение мёртвых, или введшие в грех многих, обрекаются на вечные муки в аду.
В строгом смысле олам ха-ба — окончательный порядок вещей, который наступит с воскресения из мёртвых и Страшного суда; переходный период между существующим порядком вещей и олам ха-ба — время Машиаха, иудейского Мессии, иемей машиах (Зв. 118б; Тосеф., Ар. 2:7 и 13б). Живший в Земле Израиля амора рабби Иоханан бар-Наппаха считал, что грядущий золотой век, о котором вещали библейские пророки, — это именно время Мессии, тогда как об олам ха-ба сказано: «никакое око не видело» (Ис. 64:3; в русском переводе 64:4). Но по мнению старшего современника рабби Иоханана, вавилонского аморы Шмуэля (Мара), отличие мессианской эры от текущей будет лишь в освобождении Израиля от ига чужеземцев, поэтому новый порядок вещей придёт только после окончания мессианской эры (ср. Санхедрин, 99а; Бр. 34б).
Кардинальной эсхатологической доктриной олам ха-ба является вера в воскресение из мёртвых, в существенной мере основанная на видении пророка Иезекииля (глава 37). Но самое ранее однозначное упоминание о воскресении из мёртвых в библейском тексте содержит Дан. 12:2: «И многие из спящих в прахе земли пробудятся, одни для жизни вечной, другие на вечное поругание и посрамление». Вера в воскресение названа в числе среди догм в начале главы 10 из талмудического трактата Санхедрин: «Тот, кто говорит, что воскресение мёртвых не подкрепляется Торой, не получит доли в олам ха-ба». Иосиф Флавий (Война 2:8, 14; Древ. 18:1, 4) писал, что это был один из основных пунктов расхождения мнений между фарисеями и саддукеями: согласно последним, душа человека умирает вместе с его телом, в соответствии с чем ими интерпретировались соответствующие стихи Иез. 37:5 и сл. в качестве символического видения, но не предсказания реального воскресения из мёртвых (Санх. 90б).
В послебиблейский период потребовалось примирить представления о страданиях праведника и идею Божественной справедливости. Танна II века Рабби Я‘аков сказал: «Нет награды за добродетель в этом мире» (Кид. 39б); рабби Тарфон утверждал, что вознаграждение тем, кто посвятил себя изучению Торы, отложено на будущее (Авот 2:16).
По мнению вавилонского аморы Рава начала III века, существование человека в олам ха-ба совершенно отличается от его существования в нынешнем мире: «Там не едят и не пьют, не зачинают детей, не заключают сделок, не завидуют, не ненавидят и не враждуют. Единственное занятие праведников — восседать с венцами на головах и наслаждаться светом Божьего присутствия» (Бр.17а). Но большая часть законоучителей этой эпохи считали, что происходит возврат душ в воскресшие тела и восстание мёртвых из могил (Кт. 111б). Той же точки зрения держались Саадия Гаон и Маймонид. Последний отнёс телесное воскресение мёртвых к числу тринадцати принципов веры. Однако согласно его «Наставнику колеблющихся» бессмертна только бесплотная душа; источник не упоминает о телесном возрождении. В традиционный иудейский молитвенник входит хвала Богу, воскрешающему мёртвых. Реформистский молитвенник опускает эту хвалу. В главе 10 Санхедрин сформулирован подход, что все евреи, кроме некоторых особых случаев, попадут в олам ха-ба. Рабби Иехошуа бен Ханания считал, что праведники других народов тоже окажутся там (Тос. 13:2).
Представления еврейской культуры об олам ха-ба принадлежат к сфере Аггады, поэтому они являются весьма неопределёнными. В существенной мере на эту ситуацию повлияло индивидуальное художественное воображение авторов и фольклорное многообразие. В результате понятие олам ха-ба не имеет точного определения, поскольку остаётся непрояснённым, имеется ли в виду окончательное состояние человека или промежуточный период между телесной смертью и переходом души в ад или рай после Страшного суда (Бр. 28б). Традиция также не даёт однозначного ответа, где находится душа в течение времени между смертью человека и его воскресением.

## Средние века и Новое время
Галахический авторитет Саадия Гаон учил, что Бог, создавая человека ограниченным конечностью своего бытия и разума, желал, чтобы человек достиг избавления от своей ограниченности. Он открыл человеку Свою волю через Моисея на горе Синай, чтобы человек исполнил Божественные заповеди и заслужил избавление. Избавление, по его мысли, включало две основные стадии, и обе они наступят чудесным образом: век Мессии и грядущий мир. В век Мессии еврейский народ вернётся в Эрец-Исраэль, и праведные евреи воскреснут. Затем наступит грядущий мир, олам ха-ба, когда мёртвые восстанут и будут судимы. Праведники будут вознаграждены в вечной жизни, грешники получат вечное наказание. По мнению Маймонида, крупнейшего представителя средневекового еврейского аристотелизма, всё, что Бог создал из материи, включая человека, имеет конечную природу. Избавление же состоит в преодолении человеком своей материальной природы. Этого возможно достичь путём актуализации потенциально пребывающего в человеке разума и преобразования его в приобретённый разум посредством изучения наук и метафизики. Приобретённый разум даёт человеку возможность господствовать над телесным началом, а в момент телесной смерти — обрести бессмертие, поскольку приобретённый разум независим от бренного тела. Маймонид понимал муки в аду как лишение грешников вечной жизни. Это понимание, однако, не стало общепринятым, и каббалисты подробно описывали не только топографию ада, но также муки грешников в каждом из семи его отделений.
В Средние века концепцию грядущего мира — олам ха-ба тесно связали с представлениями о мученичестве и Киддуш ха-Шеме: получило распространение представление, что погибшие во славу Божьего имени в будущей жизни получают особое место рядом с Ханной, рабби Акивой, рабби Тарфоном и другими мучениками еврейского народа. Особенно эту связь осознавали евреи Германии в период крестовых походов, которые сопровождались истреблением целых еврейских общин. По представлениям марранов в Испании, тем, кого сжигала инквизиция за тайное соблюдение иудейских законов, в раю уготовано особое место.
В хасидизме реакция против каббалистической интерпретации выразилась в разграничении мессианского избавления народа Израиля, полностью зависящего от воли Бога, и мистического избавления души, в котором индивидуум принимает деятельное участие.